# Estación de Torre del Virrei
Torre del Virrei es un apeadero de la línea 2 de Metrovalencia.
Se encuentra en la calle Camino Fincas, en el municipio de La Eliana.
Los trenes solo paran en este apeadero si hay algún viajero esperando en el andén o si alguno de los pasajeros que van en él solicita parada usando los pulsadores del interior del tren. El apeadero dispone de una única vía por la que circulan trenes en ambas direcciones.
Por obras de duplicación de vía en Fuente del Jarro, del 28 de marzo al 24 de diciembre de 2024, permaneció suspendido el servicio en el tramo Llíria-Paterna.